# فرانچسکو رووپولو
فرانچسکو رووپولو (انگلیسی: Francesco Ruopolo؛ زادهٔ ۱۰ مارس ۱۹۸۳) بازیکن فوتبال اهل ایتالیا است.
از باشگاه‌هایی که در آن بازی کرده‌است می‌توان به باشگاه فوتبال پارما، باشگاه فوتبال ارورا پرو پاتریا ۱۹۱۹، باشگاه فوتبال چیتادلا، باشگاه فوتبال پادوا، باشگاه فوتبال تریستیانا، باشگاه فوتبال لوکوموتیو مسکو، باشگاه فوتبال رجانا، و باشگاه فوتبال آتالانتا اشاره کرد.
وی همچنین در تیم‌های ملی فوتبال زیر ۲۰ سال ایتالیا بازی کرده‌است.